# Helgafellssveit
Helgafellssveit é um município na Islândia. Em 2021 tinha uma população estimada em 66 habitantes.